# Homalia lusitanica
Homalia lusitanica är en bladmossart som beskrevs av W. P. Schimper 1856. Homalia lusitanica ingår i släktet Homalia och familjen Neckeraceae. Inga underarter finns listade i Catalogue of Life.